# Oxa
Oxa è un album della cantante pop italiana Anna Oxa, pubblicato nel 1985 dall'etichetta discografica CBS.
Prodotto in collaborazione con Roberto Vecchioni, il disco è stato anticipato dalla partecipazione della cantante al Festival di Sanremo 1985 con il brano A lei. 
L'album contiene inoltre il singolo Parlami, presentato nello stesso anno alla nota manifestazione musicale Azzurro oltre a Digli, Colori, Perché sei come me, Capelli d'argento (quest'ultima dedicata al padre scomparso), contiene anche "Francesca (con i miei fiori)" brano utilizzato a scopi promozionali sia in radio che in diverse ospitate televisive. Nello stesso anno viene eletta dalla critica specializzata Miglior voce europea. 
Per promuovere l'album, Rai 2 trasmise nel maggio del 1985, uno special televisivo condotto da Leopoldo Mastelloni, dal titolo Diario di un LP, che conteneva suggestivi videoclip realizzati per la gran parte delle tracce del disco.

## Tracce
Testi di Roberto Vecchioni, musiche di Mauro Paoluzzi (tranne ove indicato diversamente).
1. A lei – 4:03
2. Francesca (Con i miei fiori) – 4:10
3. Colori – 3:44 (testo: Roberto Vecchioni – musica: Mario Lavezzi)
4. Perché sei come me – 4:07
5. Parlami – 4:25 (testo: Roberto Vecchioni – musica: Mario Lavezzi)
6. Digli – 4:02
7. Anna – 3:20 (testo: Roberto Vecchioni – musica: Mario Lavezzi)
8. Capelli d'argento – 4:09

## Formazione
- Anna Oxa – voce
- Mario Lavezzi – chitarra
- Pier Michelatti – basso
- Lele Melotti – batteria
- Aldo Banfi – tastiera
- Stefano Cerri – basso
- Alfredo Golino – batteria
- Matteo Fasolino – tastiera
- Mauro Paoluzzi – chitarra, tastiera
- Pino Scagliarini – tastiera
- Giulia Fasolino, Naimy Hackett – cori